# Hermann Schulze-Berndt
Hermann Schulze-Berndt (* 14. Juli 1958 in Bentheim; † 24. November 2020) war ein deutscher Religionspädagoge und Autor.

## Leben
Hermann Schulze-Berndt legte 1977 sein Abitur am Burggymnasium Bad Bentheim ab und studierte an der Westfälischen Wilhelms-Universität in Münster katholische Theologie, Erziehungswissenschaft und Latinistik. Er war verheiratet, hatte zwei Töchter und lebte in seiner Geburtsstadt. Von 1985 an arbeitete er dort 35 Jahre lang bis zum Ende des Schuljahres 2019/20 als Religions- und Lateinlehrer. Schulze-Berndt war jahrelang Mitglied im Rat der Stadt Bad Bentheim.
Ehrenamtlich leitete Hermann Schulze-Berndt Wort-Gottes-Feiern und war Mitglied in der Kommission für Ökumene der Diözese Osnabrück. Nebenberuflich war er als Journalist (u. a. mit den Schwerpunkten Religion, Kirche, Neues Geistliches Lied) tätig und gestaltete geistliche Sendungen für den Norddeutschen Rundfunk (NDR) und den Deutschlandfunk (DLF). Von 1979 bis 1983 leitete er einen Arbeitskreis in der Katholischen Studentengemeinde in Münster. 1980 rief er zusammen mit dem Franziskanerpater Joachim Michael das Pfingstival ins Leben, ein internationales Pfingsttreffen im Kloster Bardel. 1981, 1983 und 1987 war er Mitinitiator und Mitorganisator „kleiner Katholikentage“ in der Grafschaft Bentheim. 1996 zählte er zu den Gründern des Otto-Pankok-Museums in Gildehaus. Seit 1997 wirkte Hermann Schulze-Berndt ehrenamtlich in den Fachkliniken seiner Heimatstadt bei der Kur- und Krankenseelsorge mit. Er war Mitglied des Kolpingwerkes, des Philologenverbandes und der Freilichtspiele Bad Bentheim. Bei Aufführungen von Werken der geistlichen Musik hat er als Sprecher oder Darsteller mitgewirkt.

## Werke
Hermann Schulze-Berndt textete für Peter Janssens die Musikspiele Elisabeth von Thüringen (1984 Uraufführung beim 88. Deutschen Katholikentag in München) und Das Tierparlament (1985 Uraufführung beim Deutschen Evangelischen Kirchentag in Düsseldorf) sowie das Neue Kolpinglied (1991).
Beim Katholikentag 1990 in der Gemeinde St. Dominicus in Berlin wurde sein Oratorium Unser Vater (Musik: Martin Schmalisch) zum ersten Mal öffentlich dargeboten. Mit Markus Grohmann schrieb er die Kantaten Feueratem (1999 Uraufführung in Neuhausen) und Herr der Zeit (2001 Uraufführung in Neuhausen).
Mit Marcel Lehmann und Werner Totzauer entwickelte er Kinderlieder und Singspiele. Für Siegfried Fietz (z. B. Manchmal brauchst du einen Engel), Chris Herbring (z. B. Tanz mit Gott) und Klaus-Hermann Anschütz (z. B. Du bist du) schrieb er geistliche Liedertexte.
Mit der Musikgruppe Horizonte aus Kevelaer erarbeitete er die Musikspiele Das Mädchen und der Engel (2000 Uraufführung in Kevelaer) und Ein Mann in Gottes Namen (2000 Uraufführung in Kleve).
Mehrere religiöse Bücher verfasste er allein, z. B. Abrahams Erben (2005), und zwei mit seiner Frau Helena: Einsteigen ins Leben (2005) und Einander anvertraut (2005).
Im Februar 2006 wurde in Wien sein Kindermusical Fanny & Willy II – Zwei Mäuse spielen Detektiv mit der Musik von Werner Totzauer uraufgeführt. Am 26. Mai 2006 gelangte in Saarbrücken beim Katholikentag sein Musical Der Weg nach Santiago (Musik: Siegfried Fietz) zur Uraufführung. Darin geht es äußerlich um den Jakobsweg nach Santiago de Compostela und innerlich um die Suche nach spiritueller Erfüllung. 2006 schuf er zusammen mit Siegfried Fietz das Musical Selig seid ihr zum Misereor-Hungertuch aus China. Die Veröffentlichung erfolgte im Januar 2007. Am 7. Juni 2007 fand während des 31. Deutschen Evangelischen Kirchentages in Köln die Uraufführung statt.
Mit dem Komponisten Markus Grohmann schrieb er die Missa laeta, eine frohe Messe für Schola, Chor, Bläser, Schlagwerk und Klavier. Die Uraufführung wurde am 25. November 2007 in der Pfarrkirche St. Peter und Paul in Neuhausen bei Stuttgart dargeboten. Im Herbst 2011 erschienen Noten und Texte der Missa laeta im Strube-Verlag (München).
Beim 97. Deutschen Katholikentag in Osnabrück wurde am 24. Mai 2008 die Kantate Herr der Zeit mit dem Text von Hermann Schulze-Berndt aufgeführt. Für dieselbe Veranstaltung schrieb der Dichter zusammen mit Siegfried Fietz das Lied Du führst uns hinaus ins Weite.
Im St. Benno Verlag (Leipzig) erschienen 2008 die neuen religiösen Bücher Du sollst ein Segen sein und Taschenlexikon Sekten, Kulte, Esoterik.
2009 kamen von Hermann Schulze-Berndt das Geschenkheft Freu dich jeden Tag am Leben (Kawohl Verlag) sowie das Lese- und Hörbuch Tierische Geschichten (Eifelkrone-Verlag) heraus.
Im Frühjahr 2010 beteiligte er sich mit zwei Texten an dem Lieder-Album Stille erleben von Siegfried Fietz.
Am 24. März 2010 fand in Wien am Johann-Hoffmann-Platz die Uraufführung des Kinder-Musicals Zwiebeln und Tomaten (Text: Hermann Schulze-Berndt, Musik: Werner Totzauer) statt.
Im November 2010 erschienen unter dem Titel Gute Träume haben Flügel im Münchner Strube-Verlag drei neue geistliche Lieder mit der Musik von Klaus Bucka (Treuchtlingen) als Gesamtpartitur (mit CD), Chorpartitur und Instrumentenpartitur.
Abakus-Musik (Greifenstein) und der Brunnen-Verlag (Gießen) veröffentlichten im September 2011 das neue Musical Spuren im Sand – Von Gott getragen von Hermann Schulze-Berndt und Siegfried Fietz als CD und Notenheft. Die Uraufführung fand am 18. Mai 2012 während des 98. Deutschen Katholikentages in Mannheim statt.
Ebenfalls im Herbst 2011 veröffentlichte der Fromm Verlag (Saarbrücken) von Hermann Schulze-Berndt das geistliche Buch Ich glaube, also bete ich.  Mit dem Text Gott nimmt dich in seine Arme beteiligte sich der Autor zudem an der Hospizlieder-Sammlung der Mainzer Musikgruppe KREUZ & quer mit dem Titel (un)sterblich – Verabredung mit dem Leben (CD und Noten im Strube-Verlag). Das Lied Gott nimmt dich in seine Arme wurde im Herbst 2012 vom Verlag Wort im Bild (Altenstadt) als Grußkarte mit Single-CD veröffentlicht.
2012 erschienen im Brunnen-Verlag (Gießen) die zusammen mit Siegfried Fietz herausgegebenen Bücher Da habe ich dich getragen – Erlebnisse und Gedanken zu ,Spuren im Sand‘ und Die Spur deiner Schritte (inkl. Maxi-CD).  Der Verlag Eifelkrone (Neroth) brachte das Kinder-Musical Bei der Polizei (Musik: Werner Totzauer) und die Spiel- und Bewegungslieder-Produktion Komm, spiel mit! (Musik: Marcel Lehmann) heraus.
Zusammen mit Klaus Bucka schrieb Hermann Schulze-Berndt eines der zehn offiziellen Lieder des Mannheimer Katholikentages: Einen neuen Aufbruch wagen. Mit weiteren vier Gesängen wurde das Werk vom Strube-Verlag (München) unter dem Titel Gäbe es die Liebe nicht als CD und Notenheft publiziert.
Hermann Schulze-Berndt beteiligte sich 2012 mit sechs Texten an dem Siegfried-Fietz-Konzeptalbum Aufbruch wagen. Es erschien bei Abakus-Musik. Ebenfalls mit Siegfried Fietz erarbeitete er für einen Familientag des Kolping-Diözesanverbandes Osnabrück das Lied Von der Idee zur Wirklichkeit. Zusammen mit dem Song Alle Menschen sind Geschwister (aus dem Singspiel Selig seid ihr) erschien es auf einer Single-CD.
2013 erschien im Verlag Eifelkrone das Kindermusical Die Welt ist wie ein Zoo mit der Musik von Werner Totzauer. Zum Siegfried-Fietz-Album Ich glaube steuerte Hermann Schulze-Berndt im selben Jahr 16 der 20 Liedertexte bei.
Für die baden-württembergische Landesgartenschau 2014 in Schwäbisch Gmünd schufen Siegfried Fietz und Hermann Schulze-Berndt das Pop-Oratorium Der Weg im Garten des Lebens. Uraufgeführt wurde es am 10. Mai 2014; es erschien gleichzeitig auf CD und im Notenheft. Zum Regensburger Katholikentag im selben Jahr schrieben Fietz und Schulze-Berndt das Lied Mit Christus Brücken bauen. 2016 veröffentlichten sie ihr neues Musical „Franziskus“. Es wurde am 27. Mai 2016 beim 100. Katholikentag in Leipzig aufgeführt.

## Politik
Hermann Schulze-Berndt war Mitglied der CDU. Er war viele Jahre Mitglied des Vorstandes der CDU Bad Bentheim und von 2002 bis 2012 stellvertretender CDU-Kreisvorsitzender der CDU Grafschaft Bentheim. Dem Stadtrat von Bad Bentheim gehörte er von 1991 bis zu seinem Tode an. 1996 bis 2016 stand er der CDU-Ratsfraktion vor.